# 軟科幻
軟科幻（英语：Soft Science Fiction，简称Soft SF）科幻小說分支，相對於硬科幻，軟科幻情節和題材集中于哲學、心理學、政治學、社會學。

## 定義
软科幻作品中科学技术和物理定律的重要性被降低了。因为它所涉及的题材往往被归类为软科学或人文学科，所以它被称为“软”科幻小说。
例如，系列科幻小说《沙丘》中，弗兰克·赫伯特通过创造一个全新的世界，抛弃了智能机器，而回到了封建社会。赫伯特借对当前社会政治现实的逼真模拟，以“沙丘”的传奇对人类的现状进行批判。软科幻小说也探索社会对事件的反应，和纯粹由自然现象或技术进步引发的问题（往往是灾难），主题往往是说明科学像一把“双刃剑”，需要人文关怀的引导（最常见的就是指责机器不能代替人伦情感）。
关于软科幻定义的争议很少，或许是因为其界限似乎比硬科幻更为模糊。

## 代表作品
小說：
- 赫伯特·喬治·威爾斯－《時間機器》
- 雷·布萊伯利－《火星紀事》[1][2][3][4]
- 弗兰克·赫伯特－《沙丘》
- 杰克·威廉森的作品

電影：
- 駭客任務（1999年）
- 全面啟動（2010年）